# Eupithecia grossbeckiata
Eupithecia grossbeckiata là một loài bướm đêm trong họ Geometridae.